# 散花山蚂蝗
散花山蚂蝗（学名：Sohmaea diffusa）为豆科拿身草属的一个物种，原生於華南、東南亞至新幾內亞一帶，曾归类于近缘的山蚂蝗属。

## 分布
本種分佈於東南亞到新幾內亞，包括婆羅洲、中國西南地區、中國中南地區、中國東南地區、東喜馬拉雅山、寮國、馬來亞、緬甸、尼泊爾、新幾內亞、菲律賓、台灣、泰國及越南。

## 扩展阅读
- 維基物種上的相關：散花山蚂蝗